# Blessing Oborududu
Blessing Oborududu (sinh ngày 12 tháng 3 năm 1989 tại Gbanranu) là một đô vật tự do người Nigeria. Cô đã tham gia cuộc thi tự do 63 kg tại Thế vận hội Mùa hè 2012 và bị Monika Michalik loại ở vòng chung kết.
Cô đã giành được huy chương đồng ở hạng cân nữ tại Đại hội Thể thao Khối thịnh vượng chung 2014. Cô đã đánh bại Chloe Spiteri trong trận tranh huy chương đồng của mình.
Cô cũng từng thi đấu ở hạng cân nữ tại Thế vận hội 2016, thua Soronzonboldyn Battsetseg ở vòng hai.
Cô đã giành huy chương vàng cho phụ nữ 63   hạng mục kg tại Đại hội Thể thao Đoàn kết Hồi giáo 2017.
Cô đã giành được huy chương vàng tại Thế vận hội chung Gold Coast 2018 năm 68  kg nội dung đấu vật tự do nữ, đánh bại Danielle Lappage của Canada.